# Bonneuil-en-France
Bonneuil-en-France is een gemeente in het Franse departement Val-d'Oise (regio Île-de-France) en telt 749 inwoners (2005). De plaats maakt deel uit van het arrondissement Sarcelles.

## Geografie
De oppervlakte van Bonneuil-en-France bedraagt 4,7 km², de bevolkingsdichtheid is 159,4 inwoners per km².
De onderstaande kaart toont de ligging van Bonneuil-en-France met de belangrijkste infrastructuur en aangrenzende gemeenten.

## Demografie
Onderstaande figuur toont het verloop van het inwonertal (bron: INSEE-tellingen).